# Erling-Andechs
Erling-Andechs ist eine Gemarkung im Landkreis Starnberg in Oberbayern.
Die Gemarkung Erling-Andechs ist 1640,15 Hektar groß und liegt vollständig im Gemeindegebiet von Andechs. Auf der Gemarkung liegen die Andechser Gemeindeteile Andechs, Erling und Rothenfeld.
Gemeinde Erling-Andechs

Die Gemeinde Andechs trug bis zum 1. Januar 1978 den Namen Erling-Andechs.